# 武汉市人民政府
武汉市人民政府，简称武汉市政府，是中华人民共和国湖北省武汉市的地方行政机关。

## 沿革
1949年4月，解放军发起渡江战役。武汉战役期间的5月15日，华中军政长官公署司令长官白崇禧在武昌机场乘飞机离开武汉，但汉口市长晏勋甫留守。解放军第四野战军于16日进至汉口市。次日，解放军进入武昌市和汉阳县，至此，武汉三镇全部由解放军接管。22日，中国人民解放军第四野战军成立中国人民解放军武汉市军事管制委员会。24日，以中国人民革命军事委员会及中原临时人民政府命令，划前汉口市、武昌市及汉阳城区所辖地区成立武汉市人民政府。同日，市长吴德峰、副市长周季方发布《武汉市人民政府成立布告》，武汉市人民政府正式成立。
武汉市人民政府成立的当日，原汉口市市长晏勋甫在汉口青年剧院（今市政府礼堂）向新市长吴德峰移交汉口市府的所有材料和档案清册。次日，成立中国共产党武汉市委员会。刚开始时，下设武汉市计划委员会、武汉市经济委员会、武汉市基本建设委员会、武汉市农业委员会、武汉市科学技术委员会、武汉市编制委员会、武汉市体育运动委员会、武汉市进出口管理委员会等委员会，武汉市人民政府办公室、武汉市人民政府财贸办公室、武汉市人民政府文教办公室、武汉市人民政府防空办公室、武汉市人民政府外事办公室、武汉市人民政府侨务办公室、武汉市人民政府集体企事业办公室、武汉市人民政府参事室等办公室，以及近50个局级单位。
武汉市在中华人民共和国建国初期为中南大行政区的大行政区直辖市，故武汉市人民政府由中南行政委员会领导。1953年6月，与全国其它大行政区直辖市类似，武汉市改为中央直辖市，武汉市政府由中央政府领导。1954年，因武汉市降为湖北省辖市，武汉市人民政府由湖北省人民政府领导。文化大革命期间，与其它省市情况类似，曾经改为武汉市革命委员会，1979年12月恢复原称。

## 职权
根据《中华人民共和国地方各级人民代表大会和地方各级人民政府组织法》第五十九条，县级以上的地方各级人民政府行使下列职权：
1. 执行本级人民代表大会及其常务委员会的决议，以及上级国家行政机关的决定和命令，规定行政措施，发布决定和命令；
2. 领导所属各工作部门和下级人民政府的工作；
3. 改变或者撤销所属各工作部门的不适当的命令、指示和下级人民政府的不适当的决定、命令；
4. 依照法律的规定任免、培训、考核和奖惩国家行政机关工作人员；
5. 编制和执行国民经济和社会发展规划纲要、计划和预算，管理本行政区域内的经济、教育、科学、文化、卫生、体育、城乡建设等事业和生态环境保护、自然资源、财政、民政、社会保障、公安、民族事务、司法行政、人口与计划生育等行政工作；
6. 保护社会主义的全民所有的财产和劳动群众集体所有的财产，保护公民私人所有的合法财产，维护社会秩序，保障公民的人身权利、民主权利和其他权利；
7. 履行国有资产管理职责；
8. 保护各种经济组织的合法权益；
9. 铸牢中华民族共同体意识，促进各民族广泛交往交流交融，保障少数民族的合法权利和利益，保障少数民族保持或者改革自己的风俗习惯的自由，帮助本行政区域内的民族自治地方依照宪法和法律实行区域自治，帮助各少数民族发展政治、经济和文化的建设事业；
10. 保障宪法和法律赋予妇女的男女平等、同工同酬和婚姻自由等各项权利；
11. 办理上级国家行政机关交办的其他事项。

## 机构设置
根据《武汉市机构改革方案》，除武汉市人民政府办公厅外，武汉市人民政府设置工作部门36个（副厅级）。
武汉市人民政府设置下列机构：
- 武汉市人民政府办公厅
- 武汉市发展和改革委员会
- 武汉市教育局
- 武汉市科技创新局
- 武汉市经济和信息化局
- 武汉市民族宗教事务委员会
- 武汉市公安局
- 武汉市民政局
- 武汉市司法局
- 武汉市财政局
- 武汉市人力资源和社会保障局
- 武汉市自然资源和城乡建设局
- 武汉市生态环境局
- 武汉市城市管理执法委员会
- 武汉市交通运输局
- 武汉市水务局
- 武汉市农业农村局
- 武汉市商务局
- 武汉市文化和旅游局
- 武汉市卫生健康委员会
- 武汉市退役军人事务局
- 武汉市应急管理局
- 武汉市审计局
- 武汉市人民政府国有资产监督管理委员会
- 武汉市住房和城市更新局
- 武汉市市场监督管理局
- 武汉市体育局
- 武汉市统计局
- 武汉市园林和林业局
- 武汉市医疗保障局
- 武汉市国防动员办公室
- 武汉市人民政府研究室
- 武汉市数据局
- 武汉市机关事务管理局

（市政府办公厅挂参事室牌子。市发展和改革委员会挂推动长江经济带发展领导小组办公室牌子。市科学技术局挂科技成果转化局牌子。市应急管理局挂市地震局牌子。市市场监督管理局挂市知识产权局牌子。市水务局挂湖泊局牌子。市政务服务和大数据管理局挂市公共资源交易监督管理局牌子。）

### 直属事业单位
- 中共武汉市委党校
- 中共武汉市委党史研究室
- 长江日报报业集团
- 武汉广播电视台
- 武汉市住房公积金管理中心
- 武汉市地方志办公室
- 武汉市社会科学院
- 武汉市仲裁委员会办公室
- 武汉商学院
- 江汉大学（正厅级）
- 武汉软件工程职业学院
- 武汉市供销合作总社
- 武汉城市职业学院

### 派出机构
- 东湖新技术开发区管理委员会（湖北省政府派出、委托武汉市管理）
- 武汉新港管理委员会（湖北省政府派出、委托武汉市管理）
- 武汉经济技术开发区管理委员会
- 东湖生态旅游风景区管理委员会
- 武汉临空港经济技术开发区管理委员会

（武汉经济技术开发区管理委员会与汉南区人民政府合署办公。武汉临空港经济技术开发区管理委员会与东西湖区人民政府合署办公。）